# Экуменизм
Экумени́зм (от греч. οἰκουμένη — «обитаемый мир, вселенная») — идеология всехристианского единства, экумени́ческое движе́ние — движение за сближение и объединение различных христианских конфессий, один из механизмов межхристианских отношений. Преобладающая роль принадлежит протестантским организациям. Понятие «экуменизм» было предложено в 1937 году теологами Принстонской теологической семинарии.

## История экуменизма

### Общие положения и причины возникновения
Известны экуменические тенденции, проявившиеся на средневековом христианском Востоке. Эти явления были в значительной мере обусловлены расцветом культуры арабского халифата.
В период Реформации на территории Германии получили распространение совместные церкви (симультанеумы), где службы проводили попеременно представители различных конфессий. Религиозной толерантности способствовал и принятый в Германии по результатам Аугсбургского мира принцип cuius regio, eius religio.
Изначально идея экуменизма базировалась в среде протестантов на теории ветвей, суть которой заключается в том, что христианские конфессии являются единой Христовой Церковью, несмотря на различие в догматах. Поскольку все верят в одного Христа, то имеют общие таинства (крещение, евхаристию, священство), которые, по мнению основателей экуменизма, не повторяются, а взаимно признаются разными ветвями. Поэтому будет великая польза, если ветви начнут процесс сближения через совместные молитвы и евхаристическое общение, взаимно обогащая друг друга.
Начало современному экуменическому движению было положено участниками состоявшейся в 1910 году в Эдинбурге Всемирной миссионерской конференции, учредившими в 1921 году Международный миссионерский совет, а также двух международных обществ — в 1925 году «Жизнь и деятельность» (решение вопросов взаимоотношений христианства с общественно-политическими и экономическими явлениями) и в 1927 году «Вера и порядок» (ставило своей целью воссоединение разрозненных деноминаций). Главной организацией экуменизма является Всемирный совет церквей (ВСЦ), образованный в 1948 году на Первой ассамблее в Амстердаме в ходе десятилетнего слияния всех перечисленных выше организаций.
ВСЦ не ставит своей целью построение «сверх-Церкви» или стандартизацию стилей богослужения; скорее речь идет о более глубоком общении христианских церквей и общин с тем, чтобы они могли увидеть друг в друге истинное воплощение «Единой, Святой, Соборной и Апостольской Церкви». Это положено в основу совместного исповедания апостольской веры, сотрудничества в миссионерском и человеческом служении и, когда это возможно, совместного участия в таинствах.
На данный момент экуменизм понимается как либеральное религиозно-философское течение с тенденцией к объединению различных конфессиональных направлений в рамках одной церкви.

Сторонники экуменизма считают, что это будет исполнением слов Христа 
И славу, которую Ты дал Мне, Я дал им: да будут едино, как Мы едино. Я в них, и Ты во Мне; да будут совершены воедино, и да познает мир, что Ты послал Меня и возлюбил их, как возлюбил Меня. (Ин. 17:22—23)

## Отношение различных христианских конфессий к экуменизму

### Экуменизм и православие
Идеи экуменизма в православии были заложены ещё на Ферраро-Флорентийском соборе в 1438—1445 годах. Русская церковь первой среди православных поместных церквей осудила унию и идеи экуменизма не были распространены (патриарх Ермоген, Московский собор 1620 года), но в среде духовенства под греческими патриархами идея принадлежности православных и католиков (временно прервавших общение) к единой Церкви была широко распространена. Когда в Европе начала осуществляться Реформация, то идея о том, что все христиане составляют некое духовное единство и имеют единые таинства, получила распространение не только в отношении православных и католиков, но и протестантов.
В январе 1920 года местоблюститель Константинопольского патриаршего престола митрополит Прусский Дорофей (Маммелис) выпустил энциклику под названием «К Христовым церквам всего мира», в которой заявлял, что считает возможным взаимное сближение и общение различных «христианских церквей», несмотря на догматические различия между ними. Эти церкви названы в энциклике Константинопольского патриархата «сонаследниками, составляющими одно тело». Митрополит Дорофей предлагал основать «Общество церквей» и, в качестве первого шага для сближения, принять «единый календарь для одновременного празднования главных христианских праздников».
Через полгода после издания данной энциклики Константинопольский патриархат принял участие в экуменической конференции в Женеве (август 1920), которая занималась разработкой принципов экуменического движения.
Следующим заметным этапом в экуменической деятельности Константинопольского патриархата стал «Всеправославный конгресс» 1923 года в Константинополе, созванный Патриархом Мелетием (Метаксакисом). В нём приняли участие представители только пяти поместных православных церквей: Константинопольской, Кипрской, Сербской, Элладской и Румынской. Конгресс устанавливал введение нового стиля (календаря), женатого епископата, упразднение постов, сокращение богослужения, разрешение светской одежды духовенству, допускал второбрачие для духовных лиц и принял другие постановления.
В 1927 году состоялась Лозанская конференция (Швейцария) с участием многих представителей от православия.
На декабрь 1946 года Всемирным советом церквей и Московской патриархией была назначена встреча для «ознакомления друг с другом и установления общей базы, целей и деятельности Совета церквей». 12 августа 1946 года в специальном докладе на имя патриарха протоиерей Григорий Разумовский отмечал в качестве главного условия участия Русской церкви в экуменическом движении отказ от «покровительства нашим раскольникам (Феофил, Дионисий, Герман Аав, Анастасий, Иоанн Шанхайский)» и давление на раскольников, «в целях воссоединения их в юрисдикции Святейшего Патриарха Московского».
Всемирным советом церквей этот «ультиматум» не был принят, и на московском всеправославном совещании 1948 года Антиохийская, Александрийская, Грузинская, Сербская, Румынская, Болгарская, Албанская, Польская и Русская православные поместные церкви в резолюции «Экуменическое движение и Православная церковь» отметили, что «принуждены отказаться от участия в экуменическом движении, в современном его плане».
В 1960 году произошла радикальная перемена в отношениях Русской православной церкви с экуменическим движением, что было связано с назначением на должность председателя ОВЦС митрополита Никодима (Ротова), до сих пор памятного своей экуменической деятельностью. Архиерейский собор в июле 1961 года в своем определении по докладу митрополита Никодима одобрил вступление РПЦ МП во Всемирный совет церквей и, таким образом, закрепил пересмотр решений московского Всеправославного совещания 1948 года. С этого момента РПЦ МП стала непосредственным и активным участником экуменического движения.
Серьёзные споры вызвало решение Священного синода от 16 декабря 1969 года, согласно которому священнослужителям Московского патриархата разрешалось «преподавать благодать Святых Таинств католикам и старообрядцам в случаях крайней в сем духовной необходимости для последних и при отсутствии на местах их священников». В «Журнале Московской Патриархии» было опубликовано разъяснение митрополита Ленинградского и Новгородского Никодима, в котором подчёркивалось, что данное разрешение допускается лишь в случае болезни и из-за невозможности обращения к священнослужителям своих церквей. Это решение Поместного собора 1971 года вызвало недоумение и критику. Так, оно было осуждено Элладским синодом и осуждено как еретическое на Архиерейском соборе РПЦЗ в 1974 году. Никодим шёл в экуменизме гораздо дальше, чем решение синода 1969 года. 14 декабря 1970 года в базилике Св. Петра в Риме он преподавал причастие православное католическим клирикам, нарушая многие правила Православной церкви, по этой причине собор РПЦЗ определил его действия как предательство Православия.
Этот период продолжался и после смерти Никодима (Ротова) в 1978 году. Продолжались совместные молитвы и богослужения.
Наиболее ярко экуменические взгляды изложил патриарх Константинопольский Афинагор (Спиру). В ответ на рассказ Оливье Клемана о некоем богослове, который повсюду видит ереси, Афинагор сказал:
 «А я не вижу их (ереси) нигде! Я вижу лишь истины, частичные, урезанные, оказавшиеся иной раз не на месте и притязающие на то, чтобы уловить и заключить в себе неисчерпаемую тайну…».
С мая 1980 года время от времени проходили встречи Смешанной богословской православно-римско-католической комиссии по диалогу между поместными православными церквями и Римско-Католической церковью.
Болгарская и Грузинская православные церкви в 1997—1998 годах покинули Всемирный совет церквей.
На Архиерейском соборе РПЦ под председательством патриарха Алексия II в 2000 году были приняты «Основные принципы отношения к инославию», в которых сказано, что:
Православная церковь не может принять тезис о том, что, несмотря на исторические разделения, принципиальное, глубинное единство христиан якобы нарушено не было и что Церковь должна пониматься совпадающей со всем „христианским миром“, что христианское единство якобы существует поверх деноминационных барьеров» (II. 4), «совершенно неприемлема и связанная с вышеизложенной концепцией так называемая „теория ветвей“, утверждающая нормальность и даже провиденциальность существования христианства в виде отдельных „ветвей“» (II. 5), «Православная церковь не может признавать „равенство деноминаций“. Отпавшие от Церкви не могут быть воссоединены с ней в том состоянии, в каком находятся ныне, имеющиеся догматические расхождения должны быть преодолены, а не просто обойдены».
Засвидетельствовав таким образом несогласие с протестантской «теорией ветвей», «Основные принципы» подчеркнули позитивную идею объединения всех христиан в лоне Православия:
Важнейшей целью отношений Православной церкви с инославием является восстановление богозаповеданного единства христиан (Ин. 17, 21), которое входит в Божественный замысел и принадлежит к самой сути христианства. Это задача первостепенной важности для Православной церкви на всех уровнях ее бытия.
Безразличие по отношению к этой задаче или отвержение ее является грехом против заповеди Божией о единстве. По словам святителя Василия Великого, «искренно и истинно работающим для Господа надо о том единственно прилагать старание, чтобы привести опять к единству Церкви, так многочастно между собой разделенные».

Но, признавая необходимость восстановления нарушенного христианского единства, Православная церковь утверждает, что подлинное единство возможно лишь в лоне Единой Святой Соборной и Апостольской Церкви. Все иные «модели» единства представляются неприемлемыми.
При этом отношение РПЦ к экуменическому движению (как отмечено в специальном приложении) формулируется следующим образом: «важнейшая цель православного участия в экуменическом движении всегда состояла и должна состоять в будущем в том, чтобы нести свидетельство о вероучении и кафолическом предании Церкви, и в первую очередь истину о единстве Церкви, как оно осуществляется в жизни Поместных православных церквей». Членство РПЦ во Всемирном совете церквей, говорится далее, не означает признания его церковной реальностью самого по себе: «Духовная ценность и значимость ВСЦ обуславливается готовностью и стремлением членов ВСЦ слышать и отвечать на свидетельство кафолической Истины».

### Экуменизм и Католическая церковь
После Второго Ватиканского Собора Католическая церковь частично встала на позиции экуменизма. В частности, это отражено в декрете Второго Ватиканского собора Unitatis Redintegratio, энциклике папы Иоанна Павла II Ut Unum Sint, декларации Dominus Iesus и других официальных документах Католической церкви.
В то же время католический экуменизм не предполагает «упразднения межконфессиональных различий, благодаря приведению догматов всех церквей к единому компромиссному варианту, общему для всех христианскому учению». Такая трактовка экуменизма с точки зрения католичества неприемлема, так как католический экуменизм исходит из утверждения о том, что «вся полнота истины пребывает в Католической церкви».
Декларация Конгрегации вероучения Католической церкви Dominus Iesus, разъясняющая позицию католиков по данному вопросу, гласит:
Католики призваны исповедовать, что существует историческая непрерывность, укоренённая в апостольской преемственности, Церкви, основанной Христом и Католической церковью: «Это и есть единственная Церковь Христова, … которую Спаситель наш по Воскресении Своём поручил пасти Петру (ср. Ин 21,17) и ему же, как и другим апостолам, вверил её распространение и управление (ср. Мф 28,18) и навсегда воздвиг её как „столп и утверждение истины“ (1 Тим 3,15). Эта Церковь, установленная и устроенная в мире сём как сообщество, пребывает (subsistit in) в Католической церкви, управляемой преемником Петра и епископами в общении с ним». Словосочетанием subsistit in («пребывает в») II Ватиканский Собор стремился уравновесить два вероучительных высказывания: с одной стороны, что Церковь Христова, несмотря на разделения, существующие между христианами, пребывает в полноте лишь в Католической церкви; с другой стороны — то, что «вне её ограды также можно встретить множество крупиц святости и истины» (то есть в церквах и церковных общинах, не состоящих в совершенном общении с Католической церковью). Однако, принимая это во внимание, необходимо утверждать, что «сила их исходит от той полноты благодати и истины, которая вверена Католической церкви».
Суть католического экуменизма состоит не в отказе от части своей догматики ради создания приемлемого для всех конфессий компромиссного вероучения, а в уважении ко всему тому в других конфессиях, что не противоречит уже имеющейся католической догме: «необходимо, чтобы католики с радостью признавали и ценили подлинно христианские блага, восходящие к общему наследию, которыми обладают отделённые от нас братья. Справедливо и спасительно признавать богатства Христовы и действия Его сил в жизни других, свидетельствующих о Христе, иногда даже до пролития собственной крови, ибо Бог всегда дивен, и надлежит восхищаться Им в Его делах».
Христианам… нельзя полагать, что Церковь Христа — просто собрание, разделённое, но, тем не менее, в чём-то единое, церквей и церковных общин; также нельзя считать, что в наше время Церковь Христова более нигде не пребывает, напротив, следует верить, что она — цель, к которой должны стремиться все церкви и церковные общины. В действительности, «элементы этой уже устроенной Церкви существуют, объединены в полноте в Католической церкви и, без этой полноты, в других общинах.
Следовательно, хотя мы и верим, что эти церкви и отделённые от нас общины страдают некоторыми недостатками, тем не менее они облечены значением и весом в тайне спасения. Ибо Дух Христов не отказывается пользоваться ими как спасительными средствами, сила которых исходит от той полноты благодати и истины, которая вверена Католической церкви.
Недостаток единства христиан, безусловно, ранит Церковь; не в том смысле, что она оказывается лишённой единства, но в том, что разделение препятствует совершенной реализации её вселенскости в истории.
Декрет об экуменизме Unitatis Redintegratio подчёркивает особую близость к католичеству православных церквей, которые признаются истинными поместными церквями с действительными таинствами и священством. Поэтому Католическая церковь разрешает своей пастве прибегать к таинствам в православных церквях, если у них нет возможности сделать это в католической общине. Также и православные, при отсутствии возможности прибегнуть к таинствам в православных общинах, допускаются к ним в католических церквях.
Более отдалёнными от католичества признаются протестантские деноминации. Протестантам, при определённых условиях, также разрешается прибегать к таинствам в католических общинах, если они исповедуют правильное с точки зрения католицизма их понимание.
Католическая церковь не является участником Всемирного совета церквей и её представители состоят при нём лишь в качестве наблюдателя.

### Экуменизм и Англиканская церковь
Англиканская церковь стоит на последовательно экуменических позициях. Ряд приходов ввели систему open communion, согласно которой в таинствах может принимать участие любой крещёный христианин, признающий догмат Троицы. На своих службах англикане молятся не только за лидеров Англиканской церкви, но и за папу римского, православных патриархов и других христианских лидеров.

### Экуменизм и Адвентисты седьмого дня
Церковь адвентистов седьмого дня поддерживает экуменизм как движение, призывающее к честному и открытому диалогу между различными конфессиями в духе христианской любви, а также к сотрудничеству в социальной сфере. В 1926 году Исполнительным комитетом Всемирной церкви адвентистов седьмого дня был принят документ «О взаимоотношениях с другими христианскими церквами и религиозными организациями», в основе которого лежат экуменические принципы уважения к представителям других христианских конфессий и сотрудничества с ними. Также адвентисты не осуждают деятельность Всемирного совета церквей, однако предпочитают оставаться лишь наблюдателями при нём, с осторожностью относясь к некоторым тенденциям в этой организации.
В адвентистском обряде Вечери Господней может принять участие любой человек, исповедующий Христа Спасителем.

## Критика
Одним из первых, кто запретил участие в экуменическом движении своим чадам, был Архиерейский собор РПЦЗ 1938 года:
Православные христиане должны сознавать Святую Вселенскую Православную Церковь единой и единственной истинной Церковью Христовой. Поэтому Православная русская зарубежная церковь воспрещает своим чадам участие в экуменическом движении.
Архиепископ Серафим Соболев на московском Всеправославном совещании (1948) сказал:
…памятуя сущность и цели экуменизма, всецело отвергнем экуменическое движение, ибо здесь отступление от православной веры, предательство и измена Христу. Экуменизм ещё не будет торжествовать своей победы, пока он не заключит все православные церкви в своё экуменическое вселенское кольцо. Не дадим ему этой победы!
Авторитетный православный богослов архиепископ Аверкий (Таушев) резко отрицательно относился к экуменическому движению: «модернисты-либералы, непрошенные „реформаторы“ православия, каких уже немало во всех православных поместных церквах, создали для себя как бы единый фронт, включившись в так называемое экуменическое движение, ставящее себе якобы задачей объединить всех христиан во „Единую Церковь“, переставшую будто бы по греховности людей, вследствие оскудения духа любви существовать на земле. ..вхождение в эту организацию православных противоестественно, и не только противоестественно, но и порочно и преступно».
При митрополите Филарете (Вознесенском) в РПЦЗ сформировался взгляд на экуменизм как на «ересь ересей». В 1967 году на Архиерейском соборе РПЦЗ архиепископ Виталий (Устинов) (первоиерарх РПЦЗ в 1986—2001 годы) отозвался об экуменизме в своём докладе следующим образом:
Экуменизм есть ересь ересей, потому что до сего времени каждая отдельная ересь в истории Церкви стремилась сама стать на место истинной Церкви, а экуменическое движение, объединив все ереси приглашает их всех вместе почитать себя единой истинной Церковью.
В 1983 году в чин торжества православия при митрополите Филарете в РПЦЗ на Архиерейском соборе была внесена анафема на «экуменизм»:
Нападающим на Церковь Христову и учащим, что она разделилась на ветви, которые отличаются между собою своим учением и жизнию, и утверждающим, что Церковь не существовала видимо, но от ветвей, расколов и иноверий, должна соединиться во едино тело; и тем, которые не отличают истинного священства и таинств Церкви от еретических, но учат, что крещение и евхаристия еретиков достаточны для спасения; и тем, которые имеют общение с этими еретиками или содействуют им, или защищают их новую ересь экуменизма, под предлогом братской любви и объединения разделённых христиан — анафема.
В 2007 году РПЦЗ вошла в состав РПЦ на правах самоуправляемой части, восстановив общение с другими поместными церквами.
Подобная анафема на экуменизм была произнесена и на соборе Русской православной старообрядческой церкви в 2007 году:
2. Об определении понятия «экуменизм» и об отношении Церкви к экуменизму	
2.1. Экуменизм является совокупностью еретических учений и утверждает возможность спасения в других вероисповеданиях, размывает границы Церкви и разоряет её канонический и литургический строй.
2.2. Современный экуменизм стремится к созданию некой «общей религии» на основе существующих вероисповеданий и, являясь инструментом глобализации, ведет к уничтожению  истинных духовных ценностей.
2.3. Единая Святая Соборная и Апостольская Церковь отвергает экуменизм и анафематствует его.
Ряд церквей, относящих себя к православию, но не состоящих в общении с мировым православием (Истинно-православные церкви, Старообрядческие церкви и согласия, Старостильные церкви), считают недопустимым участие православных христиан в любых совместных молитвах с представителями иных конфессий. Экуменизм объявляется ими одной из основных причин для их отделения от церквей мирового православия, признаваемых ими еретическими и отпадшими от православия.
Епископ Диомид (Дзюбан) при своем разрыве с РПЦ одним из оснований для этого разрыва объявил совершение патриархом Алексием II «экуменических молитв с еретиками».
Архимандрит Рафаил (Карелин) дал такую оценку православным сторонникам экуменизма:

Что касается экуменизма, то я — не его сторонник, и считаю экуменизм верхоглядством. Говорить о ничтожности догматических противоречий, значит косвенно признавать, что святые отцы на вселенских соборах что-то не досмотрели, что-то напутали, придали мелочам колоссальное значение, и не имели достаточной любви, чтобы преодолеть противоречия, или же предоставить каждому богословствовать так, как он хочет.

## Экуменические организации
- Ближневосточный совет церквей
- Британский совет церквей[3]
- Всеафриканская конференция церквей
- Всемирный совет церквей[3]
- Всемирный альянс реформатских церквей[3]
- Всемирная лютеранская федерация[3]
- Всемирный методистский совет[3]
- Всемирный пресвитерианский союз[3]
- Всемирный союз баптистов[3]
- Всемирная федерация студентов-христиан[3]
- Конференция европейских церквей
- Международный миссионерский совет[44]
- Национальный совет церквей Христа в США[3]
- Община Тэзе
- Организация африканских институциональных церквей
- Фоколяры
- Экуменическая ассоциация богословов третьего мира